# Gomphotherium
Gomphotherium („stmelené zvíře“) je dávno vyhynulý rod chobotnatce z čeledi Gomphotheriidae.

## Popis
Tento chobotnatec se vyvinul v období pozdního miocénu na území Severní Ameriky, později se rozšířil i do Evropy, Afriky a Asie. Největší jedinci (druh G. steinheimense z Německa) byli v kohoutku vysocí až 3,2 metru a vážili téměř 7 tun. Nápadným znakem gomfotérií je čtveřice špičatých a rovných klů, které čněly v páru z horní i prodloužené dolní čelisti. Ústní aparát tedy vytvářel jakousi „lžíci“, schopnou hrabat v půdě a vyzvedávat potravu z bahnitého terénu.

## Geologická období
Gomphotherium žilo v období pozdního miocénu před asi 13,6 milionu let až do raného pleistocénu asi před 1,2 milionu let, kdy vyhynul celý rod zastoupen několika druhy. Tito chobotnatci obývali zalesněné oblasti v okolí velkých jezer a dalších vodních nádrží.